# 1926年のラジオ (日本)
1926年のラジオ (日本)では、1926年の日本のラジオ番組、その他ラジオ界の動向について記す。

## 主な番組関連の出来事
- 12月15日～12月25日 - 東京放送局・大阪放送局・名古屋放送局、「聖上御容体」「臨時ニュース」と題し、通常のニュース編成を延長して大正天皇の病状を逐次報道。16日からは娯楽演芸番組を中止し、24日夜以降は一般講演番組も中止した。25日の未明（東京で2時54分、大阪・名古屋で3時00分[1]、天皇崩御を速報。速報後は時報、ニュース、天気予報以外の放送を中止。

## 主なその他ラジオ関連の出来事
- 8月20日 - 東京放送局・大阪放送局・名古屋放送局の3社団法人が合同し、社団法人日本放送協会が発足[1]。各旧法人はそれぞれ関東支部・関西支部・東海支部となり、放送時の呼出名称を「東京中央放送局」「大阪中央放送局」「名古屋中央放送局」に変更。
- 10月27日 - 日本放送協会、第一期放送施設五か年計画を策定[1]。「全国鉱石化」（全国どこででも、簡単な構造の鉱石ラジオで放送が聞ける環境をつくる）をスローガンに、送信出力の増強や、地方局の開局計画を進行させた。
- 12月1日 - 大阪中央放送局、演奏所を上本町の本局舎に移転し、中波放送の本放送を開始。送信出力を1キロワットに増強[2]。

## 開局
- 12月1日 - 大阪中央放送局（現・NHK大阪放送局）

## 主な放送番組

### 開始番組

#### 1926年2月放送開始
東京放送局
- 1日 - 婦人講座[3]

#### 1926年7月放送開始
東京放送局
- 18日 - 西洋音楽講座[3]
- 19日
  - 仏語夏期講座初等科
  - 英語夏期講座初等科
  - 独語夏期講座初等科